# Casa Menna Claramunt
La Casa Menna Claramunt fou una obra noucentista de Sabadell (Vallès Occidental) inclosa a l'Inventari del Patrimoni Arquitectònic de Catalunya.

## Descripció
Gran edifici aïllat i envoltat de jardí. Constava de planta baixa, pis i golfes, amb coberta a quatre vessants, formada per petites plaques ceràmiques. La façana mostrava a la planta baixa un porxo sostingut per dues columnes d'inspiració dòrica, que donava pas a una porta d'accés d'arc carpanell, i dues grans finestres laterals tripartides. Al primer pis hi havia un balcó centrat rectangular, amb terrassa amb balustrada, damunt el porxo. A banda i banda hi havia finestres rectangulars. El conjunt es completava amb un cos elevat central amb una única obertura d'arc carpanell.

## Història
La casa Menna Claramunt, obra de l'arquitecte Josep Renom i Costa, data dels anys 1907-1931, segons consta a l'Arxiu Històric del COAC. (Datació per font)